# Neoceroplatus hodeberti
Neoceroplatus hodeberti är en tvåvingeart som beskrevs av Loïc Matile 1990. Neoceroplatus hodeberti ingår i släktet Neoceroplatus och familjen platthornsmyggor. Inga underarter finns listade i Catalogue of Life.